# Ryal Bush
Ryal Bush est un district rural de Nouvelle-Zélande situé à une douzaine de miles d'Invercargill dans la circonscription de Wallacetown dans le Southland. La population au recensement de 1901 était estimée à 218 personnes. En 1956, une course internationale fut organisée sur les routes de la localité, ce qui amena à la construction l'année suivante du circuit de Teretonga Park.